# اوکابه، شیزوئوکا
اوکابه، شیزوئوکا (به لاتین: Okabe) یک منطقهٔ مسکونی در ژاپن است که در ناحیه چوبو واقع شده‌است. اوکابه ۱۲٬۲۱۰ نفر جمعیت دارد.